# Aeroportul Petropavlovsk-Kamchatsky
Aeroportul Petropavlovsk-Kamchatsky (IATA: PKC, ICAO: UHPP) este un aeroport din Petropavlovsk-Kamceatski, Petropavlovsk-Kamchatsky Urban Okrug⁠(d), Ținutul Kamceatka, Rusia ce deservește zona Petropavlovsk-Kamceatski. Aeroportul a fost tranzitat în 2021 de 772.717 pasageri. A fost deschis în 1948 și numit după Vitus Bering.
Situat la o altitudine de 40 m, aeroportul dispune de 1 pistă. Este operat de Petropavlovsk-Kamchatsky Air Enterprise⁠(d).

## Infrastructură

### Piste
Aeroportul dispune de o singură pistă. Pista are orientarea 12/30.